# (11168) 1998 FO15
1998 أف أو 15 (ويعرف أيضًا باسم (11168) 1998 أف أو 15 وفق تسمية الكوكب الصغير) (بالإنجليزية: 1998 FO15)‏ هو كويكب ضمن حزام الكويكبات؛ وترتيبه 11168 من حيث الاكتشاف.
اكتُشف هذا الجُرم الفلكي بواسطة هيروشي كانيدا في 21 مارس 1998.

## وصلات خارجية
- (11168) 1998 FO15 في قاعدة بيانات مختبر الدفع النفاث لأجرام النظام الشمسي الصغيرة

- الاكتشاف · مخطط المدار ·  العناصر المدارية · المعلمات المادية

- (11168) 1998 FO15 على موقع ويكي سكاي: DSS2, SDSS, GALEX, IRAS, Hydrogen α, X-Ray, Astrophoto, Sky Map, Articles and images